# Dalton Trumbo
James Dalton Trumbo, född 9 december 1905 i Montrose, Colorado, död 10 september 1976 i Los Angeles, Kalifornien, var en amerikansk manusförfattare, författare och filmregissör.

## Biografi
Trumbo var en av Hollywoods mest respekterade författare innan han föll offer för den antikommunistiska hetskampanjen som pågick i efterkrigstidens USA. Trumbo, som varit medlem i USA:s kommunistiska parti sedan 1943, kallades till kongressen för att vittna inför det amerikanska representanthusets utskott mot "oamerikansk verksamhet", HUAC, 1947. Han vägrade dock samarbeta, varför han dömdes för kongresstrots, sattes i fängelse och svartlistades som en av Hollywood Ten. 
Trots att Trumbo var svartlistad fortsatte han att verka under olika pseudonymer. 1953 tilldelades Trumbo en Oscar för Prinsessa på vift; priset togs emot av en kollega till honom, Ian McLellan Hunter. Under namnet Robert Rich belönades han 1956 med ännu en Oscar för Gitano - den obesegrade. Först 1960, med filmerna Exodus och Spartacus, kunde han åter arbeta under sitt riktiga namn. 1971 regidebuterade Trumbo med en filmatisering av sin egen roman Johnny var en ung soldat från 1939.

## Författarskap
Trumbo skrev filmmanus till flera kända Hollywood-filmer, bland annat Spartacus och Papillon. Han skrev också flera böcker; den mest kända är förmodligen Johnny var en ung soldat – en antikrigsroman i första person om soldaten Joe Bonham som sårats svårt i första världskriget. Boken börjar med att Bonham vaknar upp ur koma men inte kan förmedla sig med omvärlden. Historien övergår sedan i spridda minnesbilder ur Bonhams liv och handlar också om hur Bonham, som förlorat alla kroppslemmar och nästan alla sinnesorgan, försöker förnimma sin omvärld och kommunicera med den.

## Eftermäle
Metallicas låt "One" är inspirerad av romanen Johnny var en ung soldat. 
Den biografiska filmen Trumbo från 2015 är baserad på Dalton Trumbos liv, och visar hur allt förändras när han svartlistas av myndigheterna. Filmen är regisserad av Jay Roach, och Trumbo spelas av Bryan Cranston.

## Filmografi i urval
- 1940 – Kitty Foyle – ung modern kvinna (manus)
- 1942 – Farlig som synden (manus)
- 1943 – Hjältar dö aldrig (manus)
- 1944 – 30 sekunder över Tokio (manus)
- 1950 – Deadly Is the Female (manus)
- 1950 – Raketskeppet X-M (manus)
- 1951 – Rovdjuret (manus)
- 1953 – Prinsessa på vift (manus)
- 1956 – Gitano - den obesegrade (manus)
- 1958 – Cowboy (manus)
- 1960 – Spartacus (manus)
- 1960 – Exodus (manus)
- 1961 – Mannen utan nåd (manus)
- 1962 – Viddernas man (manus)
- 1965 – Het strand (manus)
- 1966 – Hawaii (manus)
- 1971 – Johnny Got His Gun (manus och regi)
- 1973 – Papillon (manus)
- 1973 – Våra bästa år (manus)
- 1973 – Tre skott i Dallas - presidentmordet (manus)